# Меркулов, Спиридон Дионисьевич
Спиридо́н Диони́сьевич Мерку́лов (1870 — 1957) — российский политический и общественный деятель. Участник Гражданской войны на Дальнем Востоке, Председатель Временного Приамурского правительства (1921—1922). Родной брат Николая Меркулова.

## Биография
Родился в 1870 году в семье приамурского крестьянина. Окончил юридический факультет Санкт-Петербургского университета, после чего поступил на службу в Министерство земледелия и государственных имуществ. В дальнейшем работал и жил во Владивостоке, где занимал должности юрисконсульта Владивостокского городского самоуправления, главного инспектора Северного страхового общества и другие, занимался адвокатской практикой.

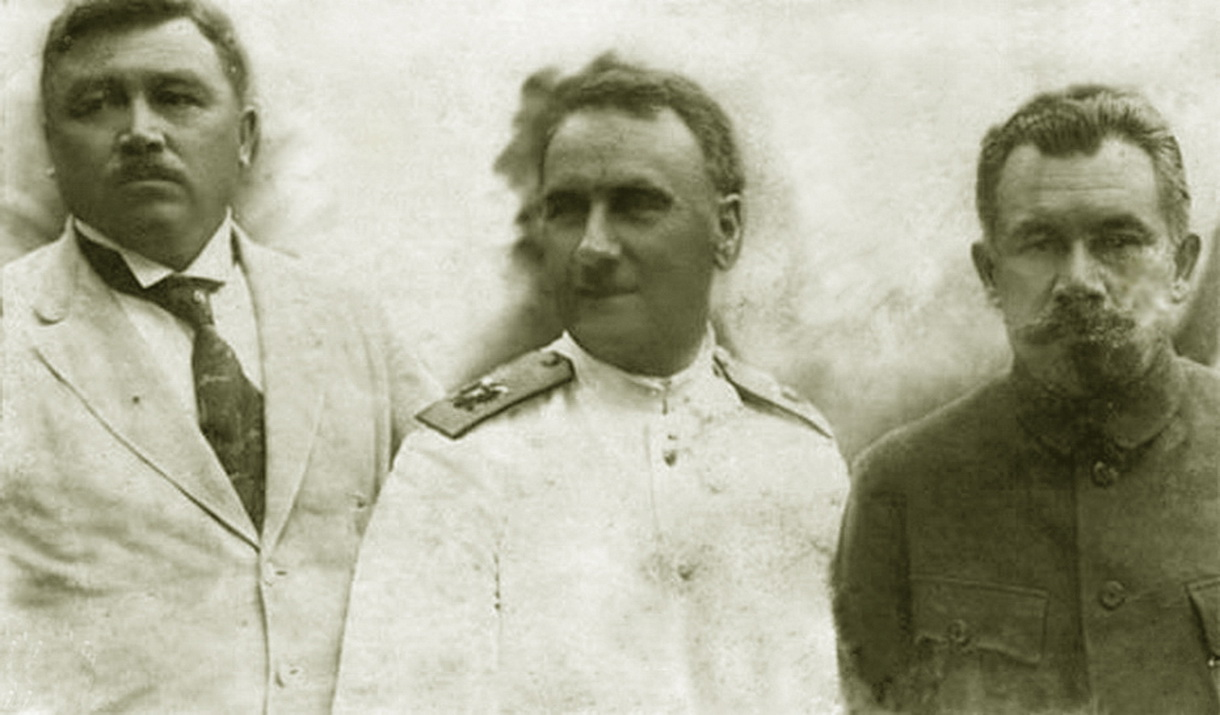
1922 год. Министр иностранных дел Н. Д. Меркулов, адмирал Г. К. Старк, председатель С. Д. Меркулов.

26 мая 1921 года в результате военного переворота в частях Дальневосточной армии возглавил Временное Приамурское правительство, контролировавшее территорию современных Приморья и части Хабаровского края. По его инициативе в 1921 году был создан Национально-демократический союз. 
Приамурский земский собор летом 1922 года заменил Временное Приамурское правительство единоличной диктатурой генерала Дитерихса и направил делегацию к эмигрантским кругам (в нее был включен по решению Дитерихса Меркулов). Спиридон Меркулов выехал в Японию и Канаду в сентябре 1922 года. Однако в октябре 1922 года красные войска заняли Владивосток и возвращаться Меркулову стало некуда.
Проживал в США, скончался в 1957 году в Сан-Франциско.